# Placenticeras
Genre
Synonymes
- † Diplacmoceras

Placenticeras est un genre éteint d'ammonites du Crétacé supérieur. Ses fossiles ont été découverts en Asie, en Europe, en Amérique du Nord et du Sud. 

## Taxonomie
Placenticeras, nommée par Fielding Bradford Meek en 1870, est le genre type des Placenticeratidae, une famille qui fait partie des Hoplitoidea, une super-famille des Ammonitida.

## Description
Placenticeras a une coquille involute avec des flancs légèrement convexes et un évent très étroit. Les côtés sont lisses ou avec de légères côtes sinueuses. Les premiers verticilles ont des tubercules ombilicaux qui, plus tard, apparaissent plus haut sur les côtés. Les premiers tours ont normalement un clavi ventrolatéral supérieur haut et inférieur. L'ornementation faiblit chez l'adulte et le dernier tour peut être lisse. La suture est composée de nombreux éléments adventices et autoliquaires, avec des selles et des lobes de très grande taille. 

## Espèces
Liste des espèces : 
- Placenticeras bidorsatum
- Placenticeras Cumminsi
- Placenticeras fritschi
- Placenticeras grossouvrei
- Placenticeras kolbajense
- Placenticeras maherndli
- Placenticeras mediasiaticum

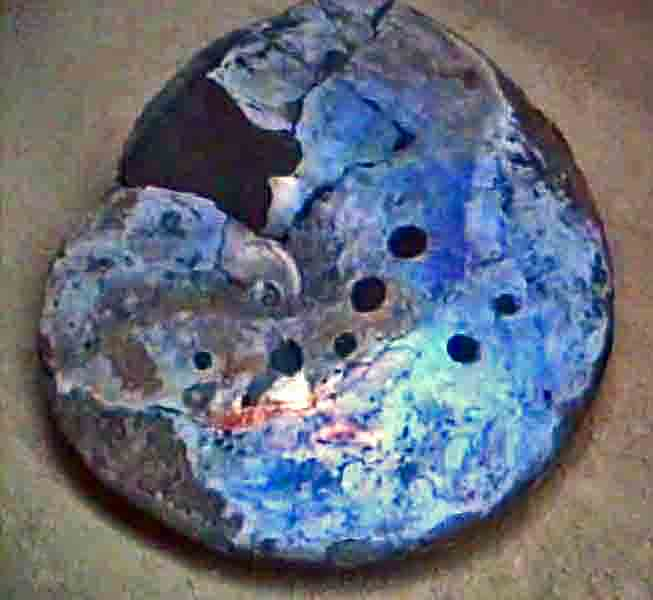
P. whitfieldi montrant des perforations causées par la morsure d'un mosasaure.

- Placenticeras memoriaschloenbachi
- Placenticeras meeki
- Placenticeras orbignyanum
- Placenticeras paraplanum
- Placenticeras placenta
- Placenticeras polyopsis
- Pseudoplacenta de Placenticeras
- Placenticeras semiornatum
- Placenticeras syrtale (syn. Stantonoceras pseudocostatum )
- Placenticeras tamulicum
- Placenticeras vredenburgi
- Placenticeras whitfieldi